# اشتاینزل
اشتاینزل (به لوکزامبورگی: Steesel) یک شهرداری در استان لوکزامبورگ کشور لوکزامبورگ است که ۲۱٫۸۱ کیلومترمربع مساحت دارد و جمعیت آن در سال ۲۰۰۹ میلادی ۴۶۰۹ نفر بوده‌است.